# Cristoforo Numai
Cristoforo Numai, né avant 1500 à Forlì (Émilie-Romagne) et mort le 23 mars 1528 à Ancône (Marches), est un homme d'Église italien du XVIe siècle, nommé cardinal en 1517 par le pape Léon X.
Il a été le confesseur de Louise de Savoie, mère du roi de France François Ier.

## Biographie

### Origines familiales et formation
Cristoforo Numai nait au sein d’une riche famille de Forli.
Il est le deuxième de cinq fils de Francesco Numai. Sa mère est Cassandra Ercolani, de la famille de Cesare Ercolani, « le vainqueur de Pavie ».
Il étudie à Bologne chez les Frères mineurs (franciscains), puis vient à Paris où il poursuit ses études à la Sorbonne jusqu'au doctorat.

### Carrière
Ordonné prêtre, il devient le confesseur de Louise de Savoie, ainsi que, selon certaines sources[réf. nécessaire], de la reine Claude, épouse de François Ier).
En 1507, il est élu vicaire provincial de l'ordre des Frères mineurs pour la province de Bologne. 
Dix ans plus tard, il est élu supérieur général de son ordre lors du chapitre général tenu à Rome le 1er juin 1517 ; il occupe ce poste jusqu’en 1518.
Fait cardinal par le pape Léon X, de la maison de Médicis, lors du consistoire du 1er juillet 1517, il reçoit le titre de cardinal-prêtre de San Matteo in Merulana le 6 juillet 1517, puis opte le 10 juillet pour celui de l'église Sainte-Marie d'Aracœli. Il est aussi nommé évêque d’Alatri, poste qu'il conservera jusqu'à sa mort.
Cristoforo Numai est nommé évêque d’Isernia le 17 avril 1523, mais y renonce en faveur de son neveu Antonio Numai le 19 décembre 1524.
Il est nommé évêque de Riez le 27 avril 1526, mais démissionne le 18 mars 1527.

### Conclaves de 1521 et de 1523
Du 27 décembre 1521 au 9 janvier 1522, il est un des trente-neuf cardinaux sur quarante-huit qui prennent part au conclave suivant la mort de Léon X (1er décembre) et qui élisent le Néerlandais Adriaan Floriszoon, évêque d'Utrecht, dernier pape non italien jusqu'à l'élection de Jean-Paul II en 1978, qui prend le nom d'Adrien VI.
L'année suivante, il participe au conclave réuni à l'automne 1523 pour élire le successeur d'Adrien VI, dont le choix se porte sur le cardinal Jules de Médicis, fils naturel de Julien, neveu de Laurent le Magnifique, qui prend le nom de Clément VII.

### Le sac de Rome (1527) et la mort de Cristoforo Numai
Maltraité par les troupes de l’empereur Charles Quint lors du sac de Rome en 1527, Cristoforo Numai meurt l'année suivante à Ancône.
Il est inhumé à Rome dans la basilique Sainte-Marie d'Aracœli.